# Carl Frampton
Carl Frampton, (nacido el 21 de febrero de 1987) es un boxeador profesional de Irlanda del Norte. Fue supercampeón de la WBA del peso pluma, y fue el campeón mundial de la WBA y de la IBF en el peso supergallo. Es considerado uno de los mejores boxeadores libra por libra.

## Carrera Amateur
El boxeo amateur, tanto en la República de Irlanda e Irlanda del Norte se rige por la Asociación de Boxeo Amateur de Irlanda. Como amateur, Frampton libró del Midland Boxing Club en la Bahía de tigre y ganó el título de peso mosca alto de Irlanda en 2005 y ha añadido el título pluma de Irlanda en 2009, superando a David Oliver Joyce en la final.
También alzó con la medalla de plata en la Unión Amateur campeonatos de boxeo 2007 europeos en Dublín, perdiendo ante el francés Khedafi Djelkhir en la final. Frampton es uno de los boxeadores aficionados más exitosos de Irlanda de los últimos años, ganando más de 100 de sus peleas y perder solo 8 veces.
Más tarde, al comentar sobre su decisión a la caja para el equipo irlandés, Frampton, que se crio en una zona unionista de Belfast, dijo: "Me preguntan todo el tiempo," le hubiera gustado haber en caja para Gran Bretaña? ' Y la respuesta es "no". Me cuidaron de boxeo irlandés de más o menos 11 años de edad y estaba muy orgulloso de la caja para Irlanda ". Y añadió: "Es muy humillante saber que tantas personas me están apoyando de toda Irlanda y el Reino Unido continental."

## Carrera profesional

### Peso pluma

#### Frampton vs. Santa Cruz
Frampton ascendió a una categoría de peso para pelear contra el invicto mexicano Leo Santa Cruz (32-0-1, 22 KO's) por el título pluma de la AMB en el Barclays Center en la ciudad de Nueva York el 30 de julio de 2016. Combate candidato a la pelea del año, Frampton se convirtió en el primer campeón mundial de dos divisiones en la historia de Irlanda del Norte, ya que destronó a Santa Cruz a través de una victoria por decisión mayoritaria en 12 asaltos ante una multitud de 9,062. Un juez le dio un empate 114-114, pero los otros hicieron a Frampton el ganador, 116-112 y 117-111. Frampton tuvo una mayor tasa de precisión, a pesar de que ambos luchadores lanzaron igual número de golpes. Según las estadísticas de CompuBox, Frampton conectó 242 de 668 golpes (36%), mientras que Santa Cruz conectó 255 de 1,002 golpes (25%). En la pelea posterior, Frampton dijo que quería defender el título en su ciudad natal y no quería descartar una revancha. En la post-pelea, Frampton dijo: "Es un sueño hecho realidad. Tuve el sueño de ganar un título mundial, pero nunca pensé que ganaría en dos divisiones. Fue una pelea difícil. Respeto mucho a Santa Cruz. Era un verdadero guerrero". Frampton se comprometió a romper récords y convertirse en el primer irlandés en ganar títulos mundiales en tres categorías diferentes.

#### Frampton vs. Santa Cruz II
Como se discutió inmediatamente después de la primera pelea, una revancha entre Frampton y Santa Cruz se finalizó en octubre. Hubo conversaciones que la pelea se llevaría a cabo en la ciudad natal de Frampton, Belfast, sin embargo, se confirmó que el lugar de la pelea sería el MGM Grand en Las Vegas, la primera vez que Frampton pelearía allí desde que se convirtió en profesional. La fecha fue confirmada para el 28 de enero de 2017. [45] 10,085 estuvieron presentes cuando Frampton perdió su título por decisión mayoritaria. Santa Cruz y Frampton discutieron de inmediato el interés en una tercera pelea, posiblemente en la ciudad natal de Frampton, Belfast. Frampton ganó una bolsa de $1 millón en comparación con los $900,000 que recibió Santa Cruz. Frampton solo consiguió 133 de sus 592 golpes lanzados (22%), mientras que Santa Cruz consiguió 230 de sus 884 lanzamientos (26%).

## Récord profesional
| 28 Ganadas (16 KOs), 3 Derrotas |        |                         |      |              |                          |                                             | |
| Res.                            | Récord | Oponente                | Tipo | Rd., Tiempo  | Datos                    | Localidad                                   | Notas |
| G                               | 1–0    | Sandor Szinavel         | TKO  | 2 (4), 2:03  | 12 de junio de 2009      | Olympia, Liverpool                          | Debut profesional de Frampton.                                                                                        |
| G                               | 2–0    | Yannis Lakrout          | UD   | 4            | 4 de septiembre de 2009  | Eston Sports Academy, Teesville             | |
| G                               | 3–0    | Ignac Kassai            | TKO  | 3 (4), 1:26  | 6 de noviembre de 2009   | Meadowbank Sports Arena, Magherafelt        | |
| G                               | 4–0    | Yoan Boyeaux            | UD   | 4            | 12 de febrero de 2010    | York Hall, Londres                          | |
| G                               | 5–0    | Istvan Szabo            | TKO  | 1 (6), 0:48  | 5 de marzo de 2010       | Leisure Centre, Huddersfield                | |
| G                               | 6–0    | Ian Bailey              | UD   | 6            | 11 de junio de 2010      | King's Hall, Belfast                        | |
| G                               | 7–0    | Yuriy Voronin           | TKO  | 3 (8), 2:43  | 18 de septiembre de 2010 | Sala Ulster, Belfast                        | |
| G                               | 8–0    | Gavin Reid              | TKO  | 2 (10), 2:29 | 3 de diciembre de 2010   | Ulster Hall, Belfast                        | |
| G                               | 9–0    | Oscar Chacin            | TKO  | 4 (6), 2:20  | 5 de marzo de 2011       | Leisure Centre, Huddersfield                | |
| G                               | 10–0   | Robbie Turley           | UD   | 10           | 4 de junio de 2011       | Motorpoint Arena, Cardiff                   | |
| G                               | 11–0   | Mark Quon               | TKO  | 4 (12), 1:11 | 10 de septiembre de 2011 | Odyssey Arena, Belfast                      | Gana el título de la Commonwealth en el peso supergallo.                                                              |
| G                               | 12–0   | Kris Hughes             | TKO  | 7 (12), 0:48 | 28 de enero de 2012      | York Hall, Londres                          | Retiene el título de la Commonwealth en el peso supergallo.                                                           |
| G                               | 13–0   | Prosper Ankrah          | KO   | 2 (12), 2:45 | 27 de marzo de 2012      | Motorpoint Arena, Sheffield                 | Retiene el título de la Commonwealth en el peso supergallo.                                                           |
| G                               | 14–0   | Raúl Hirales, Jr.       | UD   | 12           | 26 de mayo de 2012       | Capital FM Arena Nottingham, Nottingham     | Gana el título intercontinental de la IBF en el peso supergallo.                                                      |
| G                               | 15–0   | Steve Molitor           | TKO  | 6 (12), 2:21 | 22 de septiembre de 2012 | Odyssey Arena, Belfast                      | Retiene los títulos de la Commonwealth e intercontinental de la IBF en el peso supergallo.                            |
| G                               | 16–0   | Kiko Martínez           | TKO  | 9 (12), 2:46 | 9 de febrero de 2013     | Odyssey Arena, Belfast                      | Gana el título de la EBU y retiene los títulos de la Commonwealth e intercontinental de la IBF en el peso supergallo. |
| G                               | 17–0   | Jeremy Parodi           | KO   | 6 (12), 2:59 | 19 de octubre de 2013    | Odyssey Arena, Belfast                      | Retiene los títulos de la EBU e intercontinental de la IBF en el peso supergallo.                                     |
| G                               | 18–0   | Hugo Cázares            | KO   | 2 (12), 1:38 | 4 de abril de 2014       | Odyssey Arena, Belfast                      | |
| G                               | 19–0   | Kiko Martínez           | UD   | 12           | 6 de septiembre de 2014  | Titanic Quarter, Belfast                    | Gana el Título Mundial de la IBF en el peso supergallo.                                                               |
| G                               | 20–0   | Chris Avalos            | TKO  | 5 (12), 1:33 | 28 de febrero de 2015    | Odyssey Arena, Belfast                      | Retiene el Título Mundial de la IBF en el peso supergallo.                                                            |
| G                               | 21–0   | Alejandro González, Jr. | UD   | 12           | 18 de julio de 2015      | Don Haskins Center, El Paso                 | Retiene el Título Mundial de la IBF en el peso supergallo.                                                            |
| G                               | 22–0   | Scott Quigg             | SD   | 12           | 27 de febrero de 2016    | Manchester Evening News Arena, Mánchester   | Retiene el Título Mundial de la IBF y gana el Título Mundial de la Super WBA en el peso supergallo.                   |
| G                               | 23–0   | Leo Santa Cruz          | MD   | 12           | 30 de julio de 2016      | Barclays Center, Nueva York                 | Gana el Título Mundial de Supercampeón WBA en peso pluma.                                                             |
| D                               | 23–1   | Leo Santa Cruz          | MD   | 12           | 28 de enero de 2017      | MGM Grand Garden Arena, Paradise, Nevada    | Pierde el Título Mundial de Supercampeón WBA en peso pluma.                                                           |
| G                               | 24–1   | Horacio García          | UD   | 10           | 18 de noviembre de 2017  | The SSE Arena, Belfast                      | |
| G                               | 25–1   | Nonito Donaire          | UD   | 12           | 21 de abril de 2018      | The SSE Arena, Belfast                      | Gana el título interino de la WBO del peso pluma.                                                                     |
| G                               | 26–1   | Luke Jackson            | TKO  | 9 (12), 1:21 | 18 de agosto de 2018     | Windsor Park, Belfast                       | Retiene el título interino de la WBO del peso pluma.                                                                  |
| D                               | 26–2   | Josh Warrington         | UD   | 12           | 22 de diciembre de 2018  | Manchester Arena, Mánchester                | Por el título mundial de la IBF del peso pluma.                                                                       |
| G                               | 27–2   | Tyler McCreary          | UD   | 10           | 30 de noviembre de 2019  | Cosmopolitan of Las Vegas, Paradise, Nevada | |
| G                               | 28–2   | Darren Traynor          | TKO  | 7 (10), 1:00 | 15 de agosto de 2020     | York Hall, Londres                          | |
| D                               | 28–3   | Jamel Herring           | TKO  | 6 (12), 1:40 | 3 de abril de 2021       | Caesars Palace Dubai, Dubái                 | Por el título interino de la WBO del peso superpluma.                                                                 |